# Epirrhoe inexpectata
Epirrhoe inexpectata är en fjärilsart som beskrevs av Krulikovski 1907. Epirrhoe inexpectata ingår i släktet Epirrhoe och familjen mätare. Inga underarter finns listade i Catalogue of Life.